# Марта (река, впадает в Тирренское море)
Ма́рта (итал. Marta) — река в центральной части Италии. Вытекает из озера Больсена у города Марта. Протекает мимо города Тускания. Впадает в Тирренское море у города Тарквиния.
В 1893 году на реке была построена первая малая гидроэлектростанция мощностью 33 кВт, которая снабжала местную бумажную фабрику, уличное и квартирное освещение города Тускания. Были установлены турбина с вертикальной осью фирмы Calzoni из Болоньи и электрический генератор переменного тока фирмы Maschinenfabrik Oerlikon, вырабатывавший напряжение 1000 В. Длина линии электропередачи составляла 1400 м. В дальнейшем на реке построены несколько гидроэлектростанций, которые в начале 1960-х годов куплены компанией Enel.